# توماسو دي برا
توماسو دي برا (بالإيطالية: Tommaso De Prà)‏ ولد بتاريخ 16 ديسمبر 1938 في لومبارديا، إيطاليا، هو دراج إيطالي سابق في صنف سباق الدراجات على الطريق.

## سجل النتائج

### سباقات أو مراحل فاز بها
- طواف فرنسا
- طواف إسبانيا

## وصلات خارجية
- الموقع الرسمي

## روابط خارجية
- توماسو دي برا على موقع أرشيف الدراجات (الإنجليزية)
- توماسو دي برا على موقع إحصائيات الدراجات الإحترافية (الإنجليزية)